# Se nos lleva el aire
Se nos lleva el aire es el cuarto álbum de estudio de Robe en solitario, publicado por El Dromedario Records y lanzado el 15 de diciembre de 2023.

## Promoción
El primer tema en ver la luz, de manera muy temprana, fue "Ininteligible" que se publicaría el 27 de mayo de 2022 con motivo del inicio de la gira Ahora es cuando.
El 14 de noviembre de 2023 se lanzó un adelanto promocional en redes sociales, en el que se incluía el sencillo y videoclip de "Nada que perder". La publicación de dicho sencillo vino anunciada por un mensaje en su web:

"Amenazábamos con volver y lo hemos cumplido. Después de estos intensos meses metidos en la cueva, no os imagináis las ganas que tienen las canciones de ver la luz.
Nosotros, de momento, seguiremos dentro hasta que llegue el buen tiempo, pero a partir de la medianoche del miércoles, os dejaremos una luz encendida."

Una semana más tarde, el 21 de noviembre, se anunciaba en su web oficial el título del álbum, junto a la fecha de lanzamiento del mismo:

"Tenemos buenas noticias: el día 15 de diciembre saldrá “Se nos lleva el aire”, nuestro próximo disco... Después del cariño recibido y de la acojonante acogida que ha tenido “Nada que perder”, estamos deseando que escuchéis el disco completo. Esperamos que os corráis de gusto."

Finalmente el álbum completo se puso a la venta el viernes 15 de diciembre de 2023 en formato vinilo y CD.

## Grabación
El bajo y la batería se grabaron en Estudio Uno con Pablo Pulido, como ingeniero de grabación y Julio Gómez, como asistente. El resto de la grabación se realizó en Tresnueces Estudio durante 2023.

## Lista de canciones
| N.º | Título                                 | Duración |  |
| 1.  | «El hombre pájaro»                     | 06:21    |  |
| 2.  | «Viajando por el interior»             | 06:55    |  |
| 3.  | «Nada que perder»                      | 06:10    |  |
| 4.  | «A la orilla del río»                  | 04:00    |  |
| 5.  | «El poder del arte»                    | 09:09    |  |
| 6.  | «Haz que tiemble el suelo»             | 05:19    |  |
| 7.  | «Puntos suspensivos»                   | 05:52    |  |
| 8.  | «Ininteligible»                        | 06:49    |  |
| 9.  | «Adiós, cielo azul, llegó la tormenta» | 04:32    |  |
| 10. | «Esto no está pasando»                 | 02:44    |  |

## Personal
- Robe: Letras, voz y guitarra.
- Álvaro Rodríguez Barroso: Piano y Hammond.
- David Lerman: Bajo, clarinete y coros.
- Carlitos Pérez: Violín y coros.
- Lorenzo González: Voz.
- Alber Fuentes: Batería y coros.
- Woody Amores: Guitarra y coros.

## Recepción
El disco se colocó número uno en ventas en España nada más salir, y se mantuvo ahí todas las navidades. En abril de 2024 recibe el Disco de Oro por sus 20 000 copias vendidas, y el grupo lo muestra en sus redes sociales, con un vídeo grabado en la cueva de Maltravieso, en Cáceres.